# بيير دي فيليرز
بيير دي فيليرز (بالفرنسية: Pierre de Villiers)‏ هو ضابط فرنسي، ولد في 26 يوليو 1956 في Boulogne, Vendée ‏ في فرنسا.